# へ〜ん○しん!! 〜そなたバーディ・ラッシュ〜
『へ〜ん○しん!! 〜そなたバーディ・ラッシュ〜』（へーんしん そなたバーディ・ラッシュ）は、水無月すうによる日本の漫画作品。『月刊ヤングジャンプ』（集英社）にて2008年6月号から最終号（2010年9月号）まで連載された。単行本全5巻。

## ストーリー
「あがり症」で万年予選落ちの新米ゴルファー・葉山そなた。そんな彼女と契約したいという謎の会社が現れた。契約の条件は、提供するウェアを着用して試合で勝つこと。費用の心配なしに試合に出られると喜ぶそなただが、当日に用意された服は…。

## 登場人物

### 主要人物
葉山 そなた（はやま そなた）
本作の主人公。デビューして2年目のプロゴルファー。両親が残した赤字だらけの葉山ゴルフクラブのオーナー。極度のあがり症で試合ではOB率断トツの駄目ゴルファー。ボールを打つときは「ごめんなさい」と心中で謝りながら打つ。しかし元々の技量は素晴らしいもので、コスプレの恥ずかしさにも耐えながらめきめきと実績を残すようになる。
バストサイズ108cm(黒光の目測による推定)の巨乳の持ち主。
単衣 孝二郎（ひとえ こうじろう）
そなたのスポンサーである単衣服飾興行株式会社・単衣虹色工房部・代表取締役。同じ単衣コンツェルンの会長・誠一郎を兄に持つ。以前はプロゴルファーであり15年前日本人初のマスターズ制覇に最も近いと言われた天才ゴルファーであった。兄の誠一郎、日本女子プロゴルフ連盟の樋渕綾子と共にゴルフをしていた。黒光とは旧知の仲である。
佐野 由美（さの ゆみ）
孝二郎の秘書。スポンサーになってからはそなたのキャディとしての活動が多い。真面目な性格で孝二郎の「業務命令」には逆らえない体質になっており、命令されるたび辱められている。田舎の出身で五人兄弟の長女。兄弟にはOLになると言って出てきた。貧乳であることをコンプレックスに思っており、それをネタにセクハラを受けることが多い。セクハラに対してツッコむ時の戦闘能力は凄まじく、あらゆる武道を極めた黒光すら一撃で倒す程。
瀬道 鷹（せどう たか）
熊本のチャリティーゴルフ大会でのそなたの最初の対戦相手で日本屈指のロングヒッター。ゴルフに対しての情熱が人一倍あり、コスプレして試合に出場したそなたを初めて見た時「露出マニア」と罵倒した。着痩せするタイプで隠れた巨乳である。
円宗寺 天華（えんそうじ てんげ）
ステップアップツアー・ソドムカップでのそなたの対戦相手。大金持ちのお嬢様で性格はサディスト。熊本の大会映像を観るまでは鷹のストーカーであり調整中の鷹の携帯に毎日1時間おきに電話をかけてくるほどであった（鷹も律儀に出ていた）。幼少時はフェンシングをやっていたが、執事の黒光に勧められゴルフをするようになった。ソドムカップ終了後は葉山ゴルフクラブを訪れる様になる。鷹に対しては冷たい。
三乃木 啓助（さんのぎ けいすけ）
会社帰りにチラッっと寄った電器店のTVに偶然映っていたそなたを観てファンになる。72回ローンで買ったカメラでそなたを撮りブログに掲載する毎日を送っていた。ある時そなたの「野いちご」の写真を撮ってしまい、誠一郎に2億円との取引を交渉されるがファンであるが故に断った。その後、誠一郎の圧力により、会社を解雇処分、家を取り壊され、途方に暮れ倒れていたところをそなたに見つけられる。そなたの好意でそなたの家に同居することになる。Japan女子ゴルフ選手権から、そなたのキャディとして活躍することに。彼の登場によって、お色気コメディ要素がさらに強化された。

### その他の人物
三本橋 あゆむ（さんぼんばし あゆむ）
昨年の賞金ランキング30位のゴルファー。鷹と仲が良く、熊本の大会では途中棄権して鷹のキャディも務めた。鷹の事を気に入っており、天華にからかわれているところをフォローしたりするが、少し離れたところで自分も鷹をからかっている。
単衣 誠一郎（ひとえ せいいちろう）
単衣コンツェルン社長。孝二郎の兄で孝二郎に協力する筈だったが、来年度の会社の純利を5%占めなければ部署を廃止することを決定するなど突然厳しくなった。
黒光（くろみつ）
天華の執事兼キャディ。黒服の下にブーメランパンツしか履いていない変態。プロゴルファーをしていたが20年前に事故で右目が視えなくなり、プロの頃レッスンをしてあげた円宗寺家の先代に拾われた。執事として雇う代わりにゴルフを諦め、天華の世話に専念することを約束したが、諦めきれず天華に口八丁でゴルフを始めさせた。その事に罪を感じ償いのために天華を賞金女王にしようとしている。
樋渕 綾子(ひぶち あやこ)
日本女子プロゴルフ連盟の会長。

## 単行本
- 水無月すう 『へ〜ん○しん!! 〜そなたバーディ・ラッシュ〜』 集英社〈ヤングジャンプコミックス〉、全5巻
  1. 2009年1月19日刊行、ISBN 978-4-08-877562-3
  2. 2009年7月17日刊行、ISBN 978-4-08-877676-7
  3. 2010年1月19日刊行、ISBN 978-4-08-877784-9
  4. 2010年7月16日刊行、ISBN 978-4-08-877894-5
  5. 2010年10月19日刊行、ISBN 978-4-08-879048-0